# Aleksandr Parnov
Pour les articles homonymes, voir Parnov.
Aleksandr « Alex » Parnov (né le 10 mai 1959) est un athlète ouzbek concourant pour l'Union soviétique, devenu un entraîneur australien de saut à la perche.
Son record à la perche a été obtenu en 1985 : 5,82 m à Sumgait le 21 août et 5,72 m en salle à Kaunas le 13 janvier.
Qualifié en tant que deuxième lors des sélections pour faire partie de l'équipe soviétique lors des 1ers Championnats du monde d'athlétisme à Helsinki en 1983, il renonce à sa sélection pour permettre au jeune Sergueï Bubka d'y participer à sa place, alors que ce dernier n'avait jamais voyagé en dehors de l'URSS, ni encore participé à un concours international seniors. C'est aussi le père et l'entraîneur de Vicky Parnov et d'Elizabeth Parnov, deux perchistes australiennes.
Installé à Adélaïde puis à Perth depuis 1996, il a notamment entraîné Dmitri Markov, Emma George et Tatiana Grigorieva, la tante de Vicky. Il entraîne aussi les Australiens Steve Hooker et Paul Burgess.